# Guillaume de Capraia
Guillaume de Capraia (mort en 1264) (italien : Guglielmo da Capraia) est Juge d'Arborée de 1241 à sa mort en 1264.

## Origine incertaine
L'origine de Guillaume da Capraia demeure incertaine ce qui ne permet pas de connaître avec précision l'origine des droits qu'il revendiquait sur le Judicat d'Arborée et le Cagliaritano. Guillaume est traditionnellement considéré comme le fils d'un certain Bertoldo qui en 1221 est reconnu par le pape Honorius III comme seigneur d'Usellus en Arborée, et qui serait le fils d'Anselmo di Guido Borgudione. Toutefois l'idée prévaut désormais que Guillaume est le 3e fils d'un certain Ugo fils putatif de Guido Burgudione di Capraia dont les deux frères ainés Rodolfo et Anselmo reçoivent du pape Honorius III la confirmation de leurs droits sur ce même Usellus. Cet Ugo aurait épousé Bina (c'est-à-dire Jacobina), épouse répudiée vers 1191 de Pierre Ier d'Arborée. De plus Pietro II d'Arborée aurait épousé avant 1228 Diana Visconti propre nièce d'Ugo comme fille de sa sœur Contessa et d'Ubaldo Visconti de Pise Juge de Gallura. Du fait de ses liens familiaux étroits Guillaume apparaît dès 1238 comme un proche de Pietro II de Bas dont la mère était en outre une certaine Guisiana da Capraia .

## Usurpation
Le jeune  Guillaume occupe  une place prépondérante à la cour de son parent  Pietro II de Bas, dont  il fait partie des fidèles et porte le titre de « donnicello », réservé aux membres de la famille du Juge. À la mort de Pierre II  en 1241 il s'empare progressivement Judicat au détriment de l'héritier légitime  mineur Mariano de Bas né tardivement du dernier  mariage de Pietro II d'Arborée. Guillaume da Capraia  se conduit comme  « usurpateur bienveillant » qui  garde auprès de  lui Mariano l'héritier légitime, exerce le gouvernement avec  modération, ménage   les notables  du Judicat d'Arborée et  soutient la politique  de Pise  mais  il reste  beaucoup plus circonspect envers  le  Saint-Siège, dont Pietro II  d'Arborée  avait été  un vassal fidèle.

## Règne
Après la mort de Frédéric II du Saint-Empire  en  1250, La prédominance de  la Papauté  sur l'Empire dans la politique  de l'époque est inconstatable. La situation  devient  lourde de menace et oblige Guillaume à des  compromis. En fait, au cours de l'été 1250, il demande la reconnaissance par la Curie romaine de son pouvoir sur le Judicat  et l'obtient le 29 septembre. Il  renforce sa position et pour  mieux gouverner, il accorde  des faveurs aux marchands de Pise et Marseille le 26 novembre 1250 à Oristano  qu'il étend à d'autres marchands français le 25 février 1251.  En  relation avec les  plus grandes familles de Pise, il  épouse une fille de Ildebrandino Gualandi Cortevecchia  avec qui il a un  fils, Nicolò, tandis que son neveu Bertoldo d'Anselmo s'unit avec Teccia di Gherardo comte de  Donoratico. D'autres familles sont favorisés: par exemple les Sighelmi, qui avaient déjà été en relation avec Rodolfo da Capraia. Cette politique pro pisane de Guillaume préoccupe  Innocent IV qui avait  été dans l'obligation d'assisté impuissant à l'extension de l'hégémonie de Pise sur la totalité de la Sardaigne à l'exception de  Turritano.
Une première tentative pontificale de limiter l'autonomie de Guillaume en 1252 reste dans effets  appréciables.  La situation change lorsque Giuanni (Chianu) Trogodori V Juge de Cagliari (1254-1256), lassé  de l'hégémonie de Pise sur ses domaines et  en particulier sur sa capitale, décide de s'allier avec Gênes en 1256 et  obtient à la même époque la citoyenneté Génoise. Le château de Cagliari est arraché aux Pisans  et malgré la mort de Chianu  en octobre 1256, la guerre continue Guillaume  y  joue un rôle primordial. Une tentative de médiation, du pape  Alexandre IV et de  l'archevêque de Cagliari, qui a été nommé pour la circonstance Légat pontifical reste sans suite.
Guillaume   prend  le titre de « generalis vicaire Pisanorum existentium  » en Sardaigne et commande  le long siège de Cagliari. La cité est finalement reprise  et plus tard son action par terre, combinée avec celle d'Otto Gualduccio sur mer, oblige le dernier bastion génois à Cagliari, le château de Saint-Igia  à faire sa reddition le  20 juillet, 1257.
Le résultat de la campagne  est qu'après  l'expulsion en 1258 du Juge  Guglielmu III Salusi VI qui se réfugie à Gênes où il meurt peu après sans descendant, le Judicat de Cagliari, libéré de la menace  génoise  est divisé en trois parties, attribuées  respectivement, en fief aux  comtes de Capraia Juges d'Arborée, aux  Visconti Juges de Gallura  et à Gherardo Ier  Gherardesca. Ce sont ces familles qui dominent la  Sardaigne et par le biais desquelles Pise contrôle l'île pendant la période comprise entre 1257 et 1284 caractérisée par son l'hégémonie quasi absolue sur elle.
À cette époque Guillaume  considéré comme  « magnificus vir dominus Guilelmus, comes Caprarie, iudex Arboree et tertie partis regni callaritani » devient  l'élément principal du groupe dirigeant pisan en Sardaigne:  Il reprend à son compte l'ancienne ambition des Juges d'Arborée de soumettre à leur domination Logudoro, et la poursuit  en dépit du fait que  la relation entre Gênes et Pise enregistre  à partir de 1258, à une phase de détente.
Après  la mort du Juge  Adelasia de Torres en 1259 avait éclaté  un  affrontement entre les familles Doria et Spinola d'une part  qui avait des prétentions sur Logudoro et d'autre part Ugolin Gherardesca comte de  Donoratico qui protégeait comme vicaire  les droits  du roi Enzio, toujours prisonnier à Bologne, et aussi ceux de son propre fils  Guelfo, époux la fille de ce dernier Elena (morte en 1272). Guillaume penche  pour  le parti d'Ugolin et tente  mettre la main sur certains châteaux du Logudoro. Mais l'entrée en scène  de Manfred à Gênes décidé à soutenir les revendications des Doria change  la situation  Ugolin  di Donoratico se range aux côtés de  Manfred suivit en cela par la  république de Pise.  Guillaume continue  seul l'offensive dans le Logudoro  procédant à  l'attaque du  château de Goceano qui résiste farouchement. Il trouve  un nouvel allié dans le pape Urbain IV  qui en avril 1262 intervient  de façon décisive en sa faveur en proclamant la « croisade » contre Manfred de Sicile.

## Fin de règne et succession
Pise tente  une fois de plus à régler la question pacifiquement et de ramener  Guillaume dans la ligne de sa politique par le biais de son  archevêque, Federico Visconti, frère du Juge de Gallura et apparenté à  Guillaume, comme fils de Contessa da Capraia.  Feredico Visconti vient dans  l'île en mars 1263 pour une « visite pastorale »  dont le  but  politique est évident; bien que légat pontifical il veut soutenir  la cause de Manfred, ce qui, naturellement, soulève les protestations du pape.  Guillaume, pour sa part, ne veut pas  rompre avec un parent qui était de plus  un émissaire de son pays natal, après avoir évité un premier entretien, il doit aller à  sa rencontre, lui rendre hommage, et passer avec lui  la Pentecôte. Cependant en pratique, il ne se laisse pas  dissuader d'abandonner sa ligne  politique : en juin, quand l'archevêque quitte la Sardaigne, la guerre continuait. Guillaume  ne réussit pas à  soumettre  le Logudoro. Il meurt peu après  dès 1264, sans même avoir été  en mesure de s'emparer du château de Goceano.
Guillaume de Cappraia  laisse deux fils mineurs, Nicolò et Guglielmino, qui étaient considéré comme illégitimes.  Dans son testament il léguait ses biens en Sardaigne à  Nicolò sous la tutelle du  « donnicello »  Mariano de Bas et avec la clause que si son fils mourrait encore mineur et sans descendant, l'héritage devrait passer à son second fils  Guglielmino. En juin 1265, une convention entre la  République de Pise et « Marianus donnicellus, Arboree baiulus » pour le compte de son pupille  Nicolò, renouvelle  la vassalité du Judicat d'Arborée envers Pise et leur citoyenneté pisane, vient encore confirmer la domination  de la cité.  Mais rapidement  Mariano, emprisonne Nicolò, qui meurt ensuite vers 1270  sans descendant, et sans tenir compte des droits de  Guglielmino, Mariano II d'Arborée  s'empare du pouvoir et se proclame Juge d'Arborée, seigneur du tiers du  Cagliaritano et vicaire de l'église pour le Logudoro. C'est ainsi que  se termine la souveraineté de la famille  da Capraia en Sardaigne.

## Articles liés
- Mariano II d'Arborée
- Judicat d'Arborée

## Sources
- (it) A. Boscolo, La Sardegna dei Giudicati, Cagliari, della Torre, 1979.
- (it) article de Franco Cardini  Guglielmo da Capraia dans enciclopedia italiana Treccani
- (it) Francesco Cesare Casula, La Storia di Sardegna, Sassari 1994.